# Große Ochsenwand
Le Grosse Ochsenwand est une montagne culminant à 2 700 m d'altitude dans les Alpes de Stubai.

## Géographie
Le Große Ochsenwand se situe dans le chaînon du Kalkkögel. Au sud-ouest se trouve le Riepenwand et au nord, le Kleine Ochsenwand.

## Ascension
Le Große Ochsenwand est notamment connu des alpinistes pour sa via ferrata, partant du Schlickeralm, passant par le Große Ochsenwand et le Kleine Ochsenwand jusqu'à l'Alpenklubscharte (durée : environ cinq heures et demie). Un autre chemin d'ascension part du refuge Adolf-Pichler.